# 1692
| 1692               |
| ------------------ |
| Dødsfald - Fødsler |
| • Begivenheder     |

| Gregoriansk kalender | 1692 MDCXCII            |
| Ab urbe condita      | 2445                    |
| Armensk kalender     | 1141 ԹՎ ՌՃԽԱ            |
| Kinesiske kalender   | 4388 – 4389 辛未 – 壬申 |
| Etiopisk kalender    | 1684 – 1685             |
| Jødisk kalender      | 5452 – 5453             |
| Hindukalendere       |                         |
| - Vikram Samvat      | 1747 – 1748             |
| - Shaka Samvat       | 1614 – 1615             |
| - Kali Yuga          | 4793 – 4794             |
| Iransk kalender      | 1070 – 1071             |
| Islamisk kalender    | 1103 – 1104             |

Konge i Danmark: Christian 5. 1670-1699
Se også 1692 (tal)

## Begivenheder
- 21. maj - ved kongelig resolution overføres Københavns Havn ("canalerne") fra Københavns Magistrats forretningsområde til den samtidigt oprettede Københavns Havnekommission

- 19. august - under hekseprocesserne i Salem i kolonien Massachusetts Bay henrettes fem mennesker, fire mænd og en kvinde, efter at være blevet dømt for trolddom

## Født
- 8. april - Giuseppe Tartini, italiensk komponist (død 1770)